# You Can Dance
You Can Dance là album phối lại đầu tiên của ca sĩ người Mỹ Madonna, phát hành ngày 17 tháng 11 năm 1987 bởi Sire Records và Warner Bros. Records. Album là tập hợp những bản phối lại của sáu bản nhạc trích từ ba album phòng thu đầu tiên của cô—Madonna (1983), Like a Virgin (1984) và True Blue (1986)—cũng như một bài hát mới, "Spotlight". You Can Dance là tác phẩm đầu tiên của Madonna nhắm đến phân khúc khán giả thích khiêu vũ. Vào thập niên 1980, nhạc dance hậu disco trở nên phổ biến và phối lại vẫn là một khái niệm mới, và những bản phối lại trong album đã thể hiện một số kỹ thuật phối nhạc điển hình. Nhiều đoạn nhạc không lời được kéo dài để tăng thời gian nhảy múa, và một số cụm từ được sao chép, lặp lại, cắt nhỏ, chuyển giọng liên tục và kết hợp nhiều tiếng vang, âm bổng hoặc âm trầm.
Hầu hết những bài hát từ You Can Dance được phối lại bởi những cộng tác viên quen thuộc trong những album trước của Madonna là John "Jellybean" Benitez và Shep Pettibone. Bìa album tiếp tục cho thấy sự ngưỡng mộ của nữ ca sĩ với văn hóa Tây Ban Nha. Sau khi phát hành, You Can Dance nhận được những phản ứng tích cực từ các nhà phê bình âm nhạc, trong đó họ đánh giá cao sự mới mẻ của những bài hát theo một cấu trúc hoàn toàn mới, đồng thời gọi đây là một đĩa nhạc xứng đáng để phát tại những bữa tiệc. Album cũng gặt hái nhiều thành công về mặt thương mại, đạt chứng nhận bạch kim bởi Hiệp hội Công nghiệp Ghi âm Hoa Kỳ (RIAA) với lượng đĩa xuất xưởng cán mốc một triệu bản và lọt vào top 20 trên bảng xếp hạng Billboard 200. You Can Dance cũng lọt vào top 10 tại nhiều thị trường lớn, bao gồm Pháp, Nhật Bản, Hà Lan, New Zealand, Na Uy và Vương quốc Anh.
Không như những tác phẩm trước đó, Madonna không quảng bá mạnh mẽ cho You Can Dance. "Spotlight" là đĩa đơn thương mại duy nhất được phát hành từ album, độc quyền tại Nhật Bản. Tuy nhiên, bài hát được phát hành trên sóng phát thanh để quảng bá tại Hoa Kỳ, sau đó đạt vị trí thứ 32 trên bảng xếp hạng Billboard Hot 100 Airplay. You Can Dance được xem là một trong những tuyển tập phối lại đầu tiên được ra mắt dưới dạng album đầy đủ, cũng như khởi xướng cho trào lưu phát hành album phối lại. Album cũng được giới chuyên môn ghi nhận trong việc thiết lập tiêu chuẩn cho những album phối lại sau đó, về mặt ý tưởng lẫn thành công thương mại trên các bảng xếp hạng. Đĩa nhạc bán được năm triệu bản trên toàn thế giới, trở thành album phối lại bán chạy thứ hai mọi thời đại, chỉ sau Blood on the Dance Floor: HIStory in the Mix (1997) của Michael Jackson.

## Danh sách bài hát
| Bản đĩa than     | Bản đĩa than          | Bản đĩa than                       | Bản đĩa than                    | Bản đĩa than |
| STT              | Nhan đề               | Sáng tác                           | Người phối lại                  | Thời lượng   |
| ---------------- | --------------------- | ---------------------------------- | ------------------------------- | ------------ |
| 1.               | "Spotlight"           | Madonna Stephen Bray Curtis Hudson | John "Jellybean" Benitez        | 6:23         |
| 2.               | "Holiday"             | Hudson Lisa Stevens                | Benitez                         | 6:32         |
| 3.               | "Everybody"           | Madonna                            | Bruce Forest Frank Heller       | 6:43         |
| 4.               | "Physical Attraction" | Reggie Lucas                       | —                               | 6:20         |
| 5.               | "Over and Over"       | Madonna Bray                       | Steve Thompson Michael Barbiero | 7:11         |
| 6.               | "Into the Groove"     | Madonna Bray                       | Shep Pettibone                  | 8:26         |
| 7.               | "Where's the Party"   | Madonna Bray Patrick Leonard       | Pettibone                       | 7:16         |
| Tổng thời lượng: | Tổng thời lượng:      | Tổng thời lượng:                   | Tổng thời lượng:                | 48:51        |

| Bản nhạc bổ sung bản CD | Bản nhạc bổ sung bản CD       | Bản nhạc bổ sung bản CD | Bản nhạc bổ sung bản CD | Bản nhạc bổ sung bản CD |
| STT                     | Nhan đề                       | Sáng tác                | Người phối lại          | Thời lượng              |
| ----------------------- | ----------------------------- | ----------------------- | ----------------------- | ----------------------- |
| 8.                      | "Holiday" (bản Dub)           | Hudson Stevens          | Benitez                 | 6:56                    |
| 9.                      | "Into the Groove" (bản Dub)   | Madonna Bray            | Pettibone               | 6:23                    |
| 10.                     | "Where's the Party" (bản Dub) | Madonna Bray Leonard    | Pettibone               | 6:20                    |
| Tổng thời lượng:        | Tổng thời lượng:              | Tổng thời lượng:        | Tổng thời lượng:        | 68:38                   |

| Bản cassette     | Bản cassette                | Bản cassette |
| STT              | Nhan đề                     | Thời lượng   |
| ---------------- | --------------------------- | ------------ |
| 1.               | "Spotlight"                 | 6:23         |
| 2.               | "Holiday"                   | 6:32         |
| 3.               | "Everybody"                 | 6:43         |
| 4.               | "Physical Attraction"       | 6:20         |
| 5.               | "Spotlight" (bản Dub)       | 4:50         |
| 6.               | "Holiday" (bản Dub)         | 6:56         |
| 7.               | "Over and Over"             | 7:16         |
| 8.               | "Into the Groove"           | 8:26         |
| 9.               | "Where's the Party"         | 6:23         |
| 10.              | "Over and Over" (bản Dub)   | 6:45         |
| 11.              | "Into the Groove" (bản Dub) | 6:23         |
| Tổng thời lượng: | Tổng thời lượng:            | 72:57        |

| You Can Dance (Single Edits of Album Remixes) | You Can Dance (Single Edits of Album Remixes) | You Can Dance (Single Edits of Album Remixes) |
| STT                                           | Nhan đề                                       | Thời lượng                                    |
| --------------------------------------------- | --------------------------------------------- | --------------------------------------------- |
| 1.                                            | "Spotlight" (bản đĩa đơn)                     | 4:33                                          |
| 2.                                            | "Holiday" (bản đĩa đơn)                       | 4:14                                          |
| 3.                                            | "Everybody" (bản đĩa đơn)                     | 4:36                                          |
| 4.                                            | "Physical Attraction" (bản đĩa đơn)           | 3:55                                          |
| 5.                                            | "Over and Over" (bản đĩa đơn)                 | 3:57                                          |
| 6.                                            | "Into the Groove" (bản đĩa đơn)               | 4:48                                          |
| 7.                                            | "Where's the Party" (bản đĩa đơn)             | 4:12                                          |
| Tổng thời lượng:                              | Tổng thời lượng:                              | 30:15                                         |

## Xếp hạng
| Bảng xếp hạng (1987–1989)                                  | Vị trí cao nhất |
| ---------------------------------------------------------- | --------------- |
| Album Argentina (CAPIF)                                    | 7               |
| Album Úc (Kent Music Report)                               | 13              |
| Album Áo (Ö3 Austria)                                      | 13              |
| Album Brazil (Nopem/ABPD)                                  | 4               |
| Canada Top Albums/CDs (RPM)                                | 11              |
| Album Canada (The Record)                                  | 9               |
| Album Hà Lan (Album Top 100)                               | 3               |
| European Top 100 Albums (Music & Media)                    | 3               |
| Album Phần Lan (Suomen virallinen lista)                   | 6               |
| Album Pháp (SNEP)                                          | 2               |
| Album Đức (Offizielle Top 100)                             | 13              |
| Album Iceland (Tónlist)                                    | 5               |
| Album Ý (Musica e Dischi)                                  | 1               |
| Album Nhạt Bản (Oricon)                                    | 5               |
| Album Nhạt Bản Quốc tế (Oricon)                            | 1               |
| Album New Zealand (RMNZ)                                   | 4               |
| Album Na Uy (VG-lista)                                     | 5               |
| Album Tây Ban Nha (AFYVE)                                  | 16              |
| Album Thụy Điển (Sverigetopplistan)                        | 10              |
| Album Thụy Sĩ (Schweizer Hitparade)                        | 11              |
| Album Anh Quốc (OCC)                                       | 5               |
| Album Hoa Kỳ Billboard 200                                 | 14              |
| Hoa Kỳ Dance Club Songs (Billboard) Những bản cắt từ album | 1               |
| Album Uruguay (CUD)                                        | 7               |

| Bảng xếp hạng (1987)                                       | Vị trí |
| ---------------------------------------------------------- | ------ |
| Album Hà Lan (Album Top 100)                               | 75     |
| Album Pháp (SNEP)                                          | 26     |
| Album Na Uy Giáng Sinh (VG-lista)                          | 14     |
| Album Anh Quốc (Gallup)                                    | 43     |
| Bảng xếp hạng (1988)                                       | Vị trí |
| Canada Top Albums/CDs (RPM)                                | 81     |
| European Top 100 Albums (Music & Media)                    | 39     |
| Album Na Uy Mùa Đông (VG-lista)                            | 20     |
| Hoa Kỳ Billboard 200                                       | 82     |
| Hoa Kỳ Dance Club Songs (Billboard) Những bản cắt từ album | 44     |

## Chứng nhận
| Quốc gia                                                                           | Chứng nhận | Số đơn vị/doanh số chứng nhận |
| ---------------------------------------------------------------------------------- | ---------- | ----------------------------- |
| Argentina (CAPIF)                                                                  | Vàng       | 30.000^                       |
| Úc (ARIA)                                                                          | Bạch kim   | 70.000^                       |
| Brasil (Pro-Música Brasil)                                                         | Vàng       | 248,250                       |
| Pháp (SNEP)                                                                        | Bạch kim   | 300.000*                      |
| Đức (BVMI)                                                                         | Vàng       | 250.000^                      |
| Hồng Kông (IFPI Hồng Kông)                                                         | Bạch kim   | 20.000*                       |
| Ý (FIMI)                                                                           | —          | 450,000                       |
| Nhật Bản (RIAJ)                                                                    | —          | 184,560                       |
| Hà Lan (NVPI)                                                                      | Vàng       | 50.000^                       |
| New Zealand (RMNZ)                                                                 | Bạch kim   | 15.000^                       |
| Bồ Đào Nha (AFP)                                                                   | Vàng       | 20.000^                       |
| Singapore (RIAS)                                                                   | —          | 25,000                        |
| Tây Ban Nha (PROMUSICAE)                                                           | Bạch kim   | 100.000^                      |
| Thụy Điển (GLF)                                                                    | Vàng       | 50.000^                       |
| Thụy Sĩ (IFPI)                                                                     | Vàng       | 25.000                        |
| Anh Quốc (BPI)                                                                     | Bạch kim   | 300.000^                      |
| Hoa Kỳ (RIAA)                                                                      | Bạch kim   | 1,500,000                     |
| Tổng hợp                                                                           |            |                               |
| Toàn cầu                                                                           | —          | 5,000,000                     |
| * Chứng nhận dựa theo doanh số tiêu thụ. ^ Chứng nhận dựa theo doanh số nhập hàng. |            |                               |